# Ernst Fleck
Ernst Fleck (ur. ?, zm. 3 kwietnia 1884 we Wrocławiu) – niemiecki urzędnik kolejowy.
Pełnił obowiązki szefa I oddziału Dyrekcji Kolei we Wrocławiu (-1877), następnie jej prezesa (1877-1884). Zmarł w miejscu pracy.